# Empire (série télévisée, 2015)
Pour les articles homonymes, voir Empire (homonymie).
Empire est une série télévisée américaine en 102 épisodes de 45 minutes créée par Lee Daniels et Danny Strong et diffusée entre le 7 janvier 2015 et le 21 avril 2020 sur le réseau Fox et au Canada en simultané sur Omni Television pour la première saison, puis une heure en avance, pour la moitié de la seconde saison sur City, puis sur le service Shomi, et en simultané sur CHCH-DT à partir de la quatrième saison.
En France, la série est diffusée dans les régions d'Outre-mer, depuis le 2 septembre 2015 sur Outre-Mer 1re, et en métropole, les trois premières saisons ont été diffusées en première diffusion du 17 novembre 2015 au 3 août 2017 sur W9,, puis à partir de la quatrième saison depuis le 16 février 2019 sur MTV et rediffusée depuis le 25 octobre 2016 sur M6, au Québec elle est diffusée depuis le 9 avril 2016 sur ARTV (Saisons 1 et 2 seulement). En Afrique, la série est diffusée sur EDAN. En Belgique, elle est diffusée depuis le 16 décembre 2018 sur Plug RTL. Elle est aussi disponible sur le service Disney + depuis le 25 août 2021.  

## Synopsis
Lucious Lyon est une légende vivante du hip-hop. Depuis une quinzaine d'années, il est l'un des plus riches producteurs et rappeur américains avec sa maison de disque : Empire Entertainment. Mais les médecins annoncent à Lucious qu'il est atteint d'une maladie incurable : la sclérose latérale amyotrophique (aussi appelée maladie de Charcot). Il n'a que très peu de temps pour désigner lequel de ses trois fils lui succédera. Si deux d'entre eux, Jamal et Hakeem, sont des artistes débutants mais talentueux, le troisième, Andre, est un homme d'affaires prêt à tout pour prendre la tête de la compagnie.
Tout cela se complique davantage lorsque son ex-femme Cookie, retrouve sa famille après avoir passé 17 ans en prison. Lucious, alors en couple avec Anika Calhoun, devra composer avec Cookie, qui a des comptes à régler, mais aussi avec beaucoup d'autres personnes en dehors de la famille Lyon, qui souhaiteraient récupérer son Empire.

## Distribution

### Acteurs principaux
- Terrence Howard (VF : Serge Faliu) : Lucious Lyon (en)
- Taraji P. Henson (VF : Annie Milon) : Cookie Lyon (en)
- Bryshere Y. Gray (VF : Jhos Lican) : Hakeem Lyon
- Trai Byers (VF : Namakan Koné) : Andre Lyon (en)
- Gabourey Sidibe (VF : Fily Keita) : Becky Williams (depuis la saison 2, récurrente saison 1)
- Ta'Rhonda Jones (VF : Laura Zichy) : Porsha Taylor (depuis la saison 2, récurrente saison 1)
- Serayah McNeill (VF : Jennifer Fauveau) : Tiana Brown-Lyon (depuis la saison 2, récurrente saison 1)
- Nicole Ari Parker (VF : Frédérique Marlot) : Giselle Sims-Barker (depuis la saison 5, récurrente saison 4)
- Rhyon Nicole Brown (en) (VF : Amélia Ewu) : Maya (depuis la saison 5, invitée saison 4)
- A. Z. Kelsey (VF : Valéry Schatz) : Jeff Kingsley (depuis la saison 5)
- Vivica A. Fox (VF : Pascale Vital) : Candace Holloway, sœur aînée de Cookie (saison 6, récurrente saisons 2 à 5)
- Katlynn Simone (VF : Lutèce Ragueneau) : Treasure (saison 6, récurrente saison 5)
- Mario (VF : Fred Colas) : Devon (saison 6, récurrent saison 5)
- Meta Golding (VF : Claire Morin) : Teri (saison 6, récurrente saison 5)
- Wood Harris (VF : Mathieu Buscatto) : Damon Cross (saison 6, récurrent saison 5)

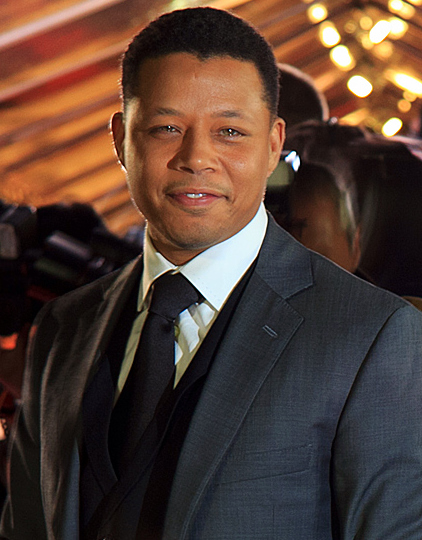
Terrence Howard interprète Lucious Lyon.
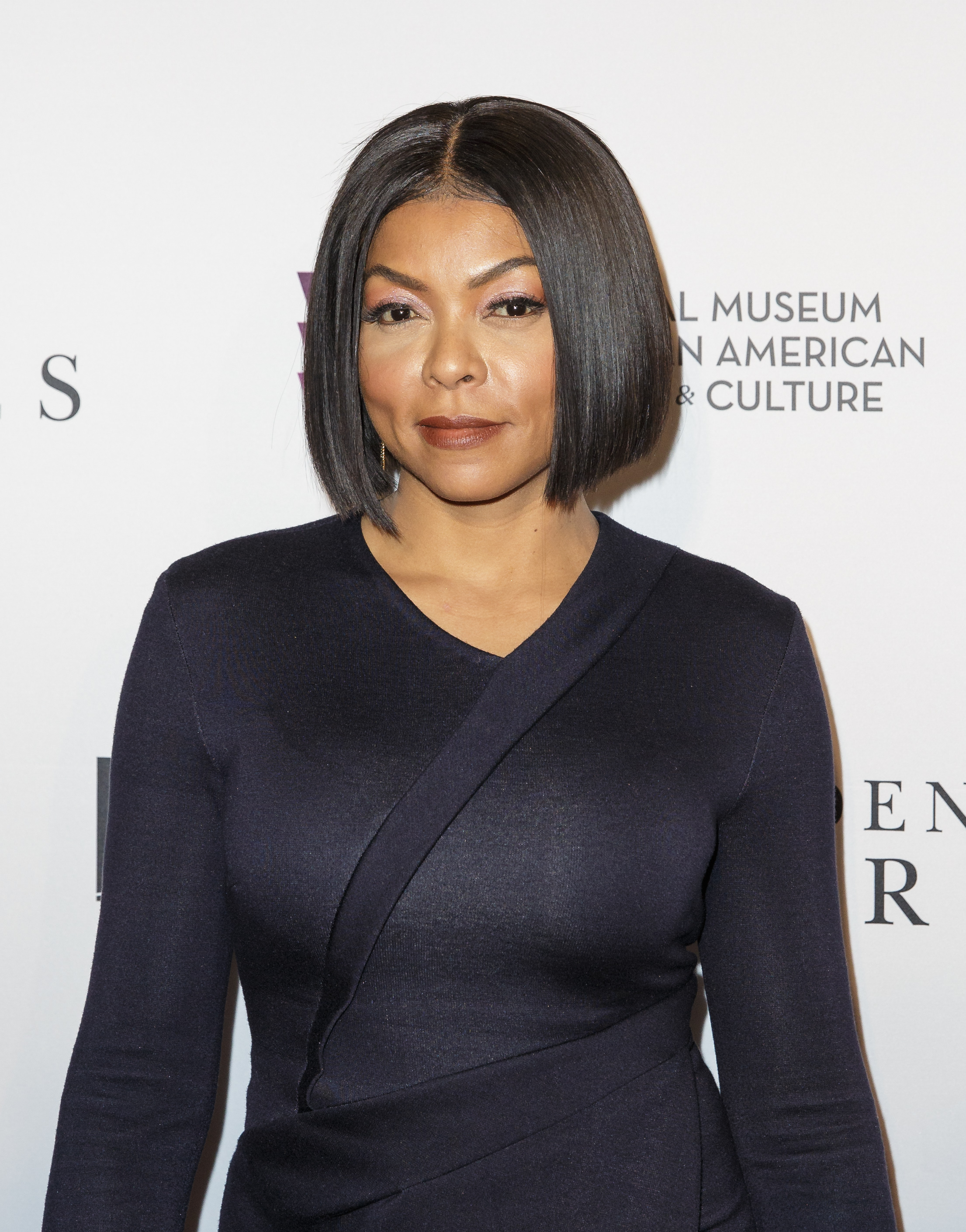
Taraji P. Henson interprète Cookie Lyon.
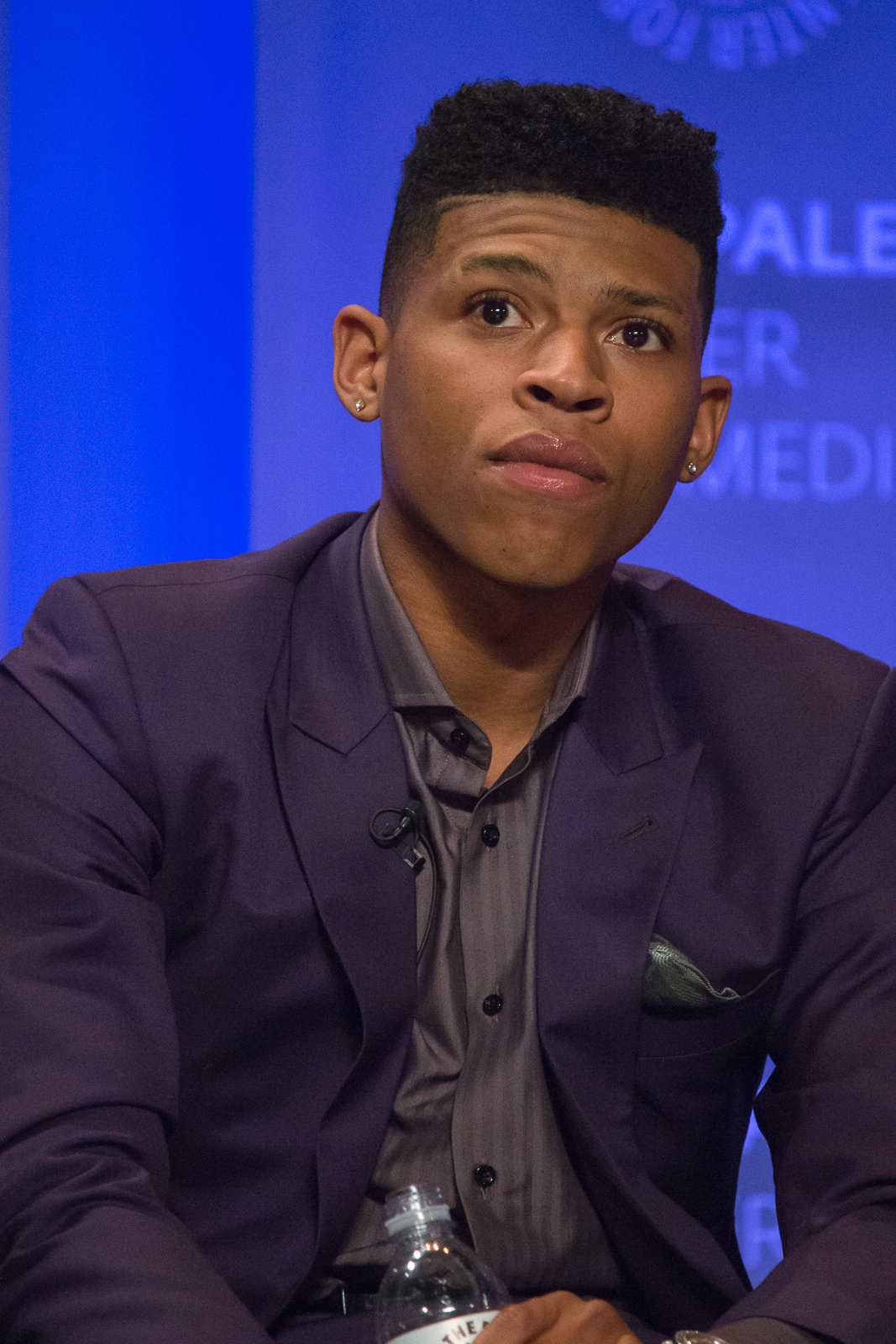
Bryshere Y. Gray interprète Hakeem Lyon.
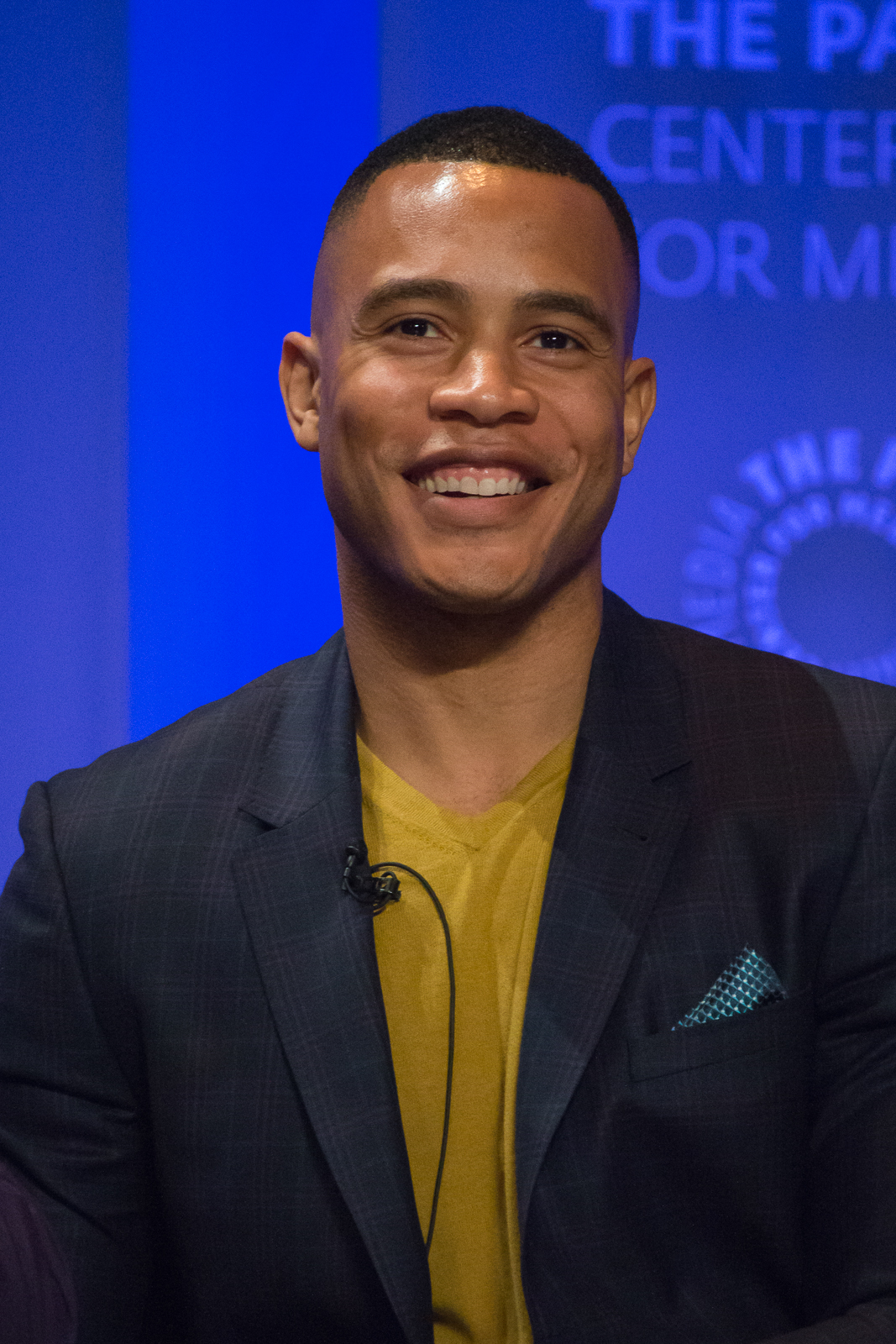
Trai Byers interprète Andre Lyon.
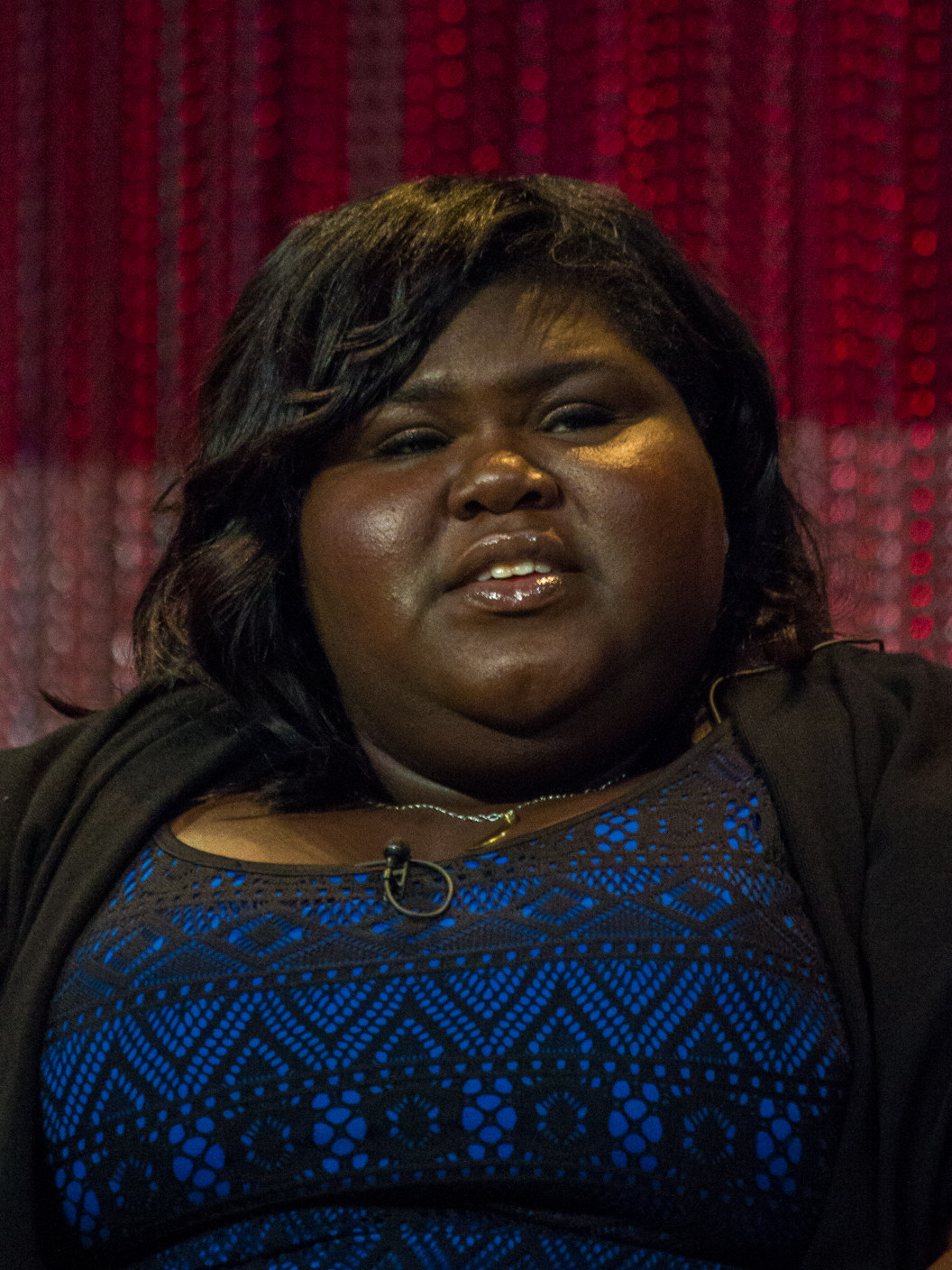
Gabourey Sidibe interprète Becky Williams.
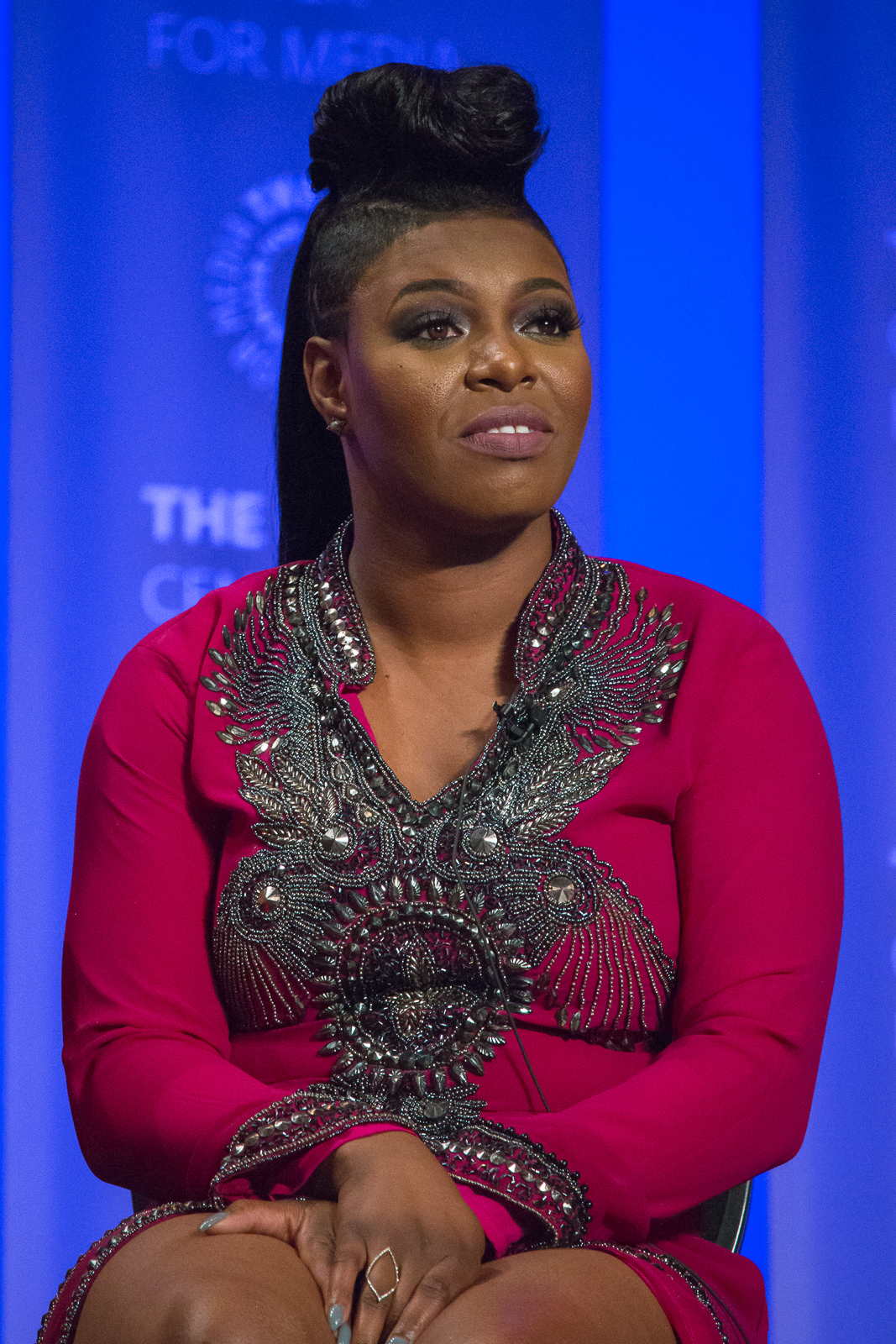
Ta'Rhonda Jones interprète Porsha Taylor.
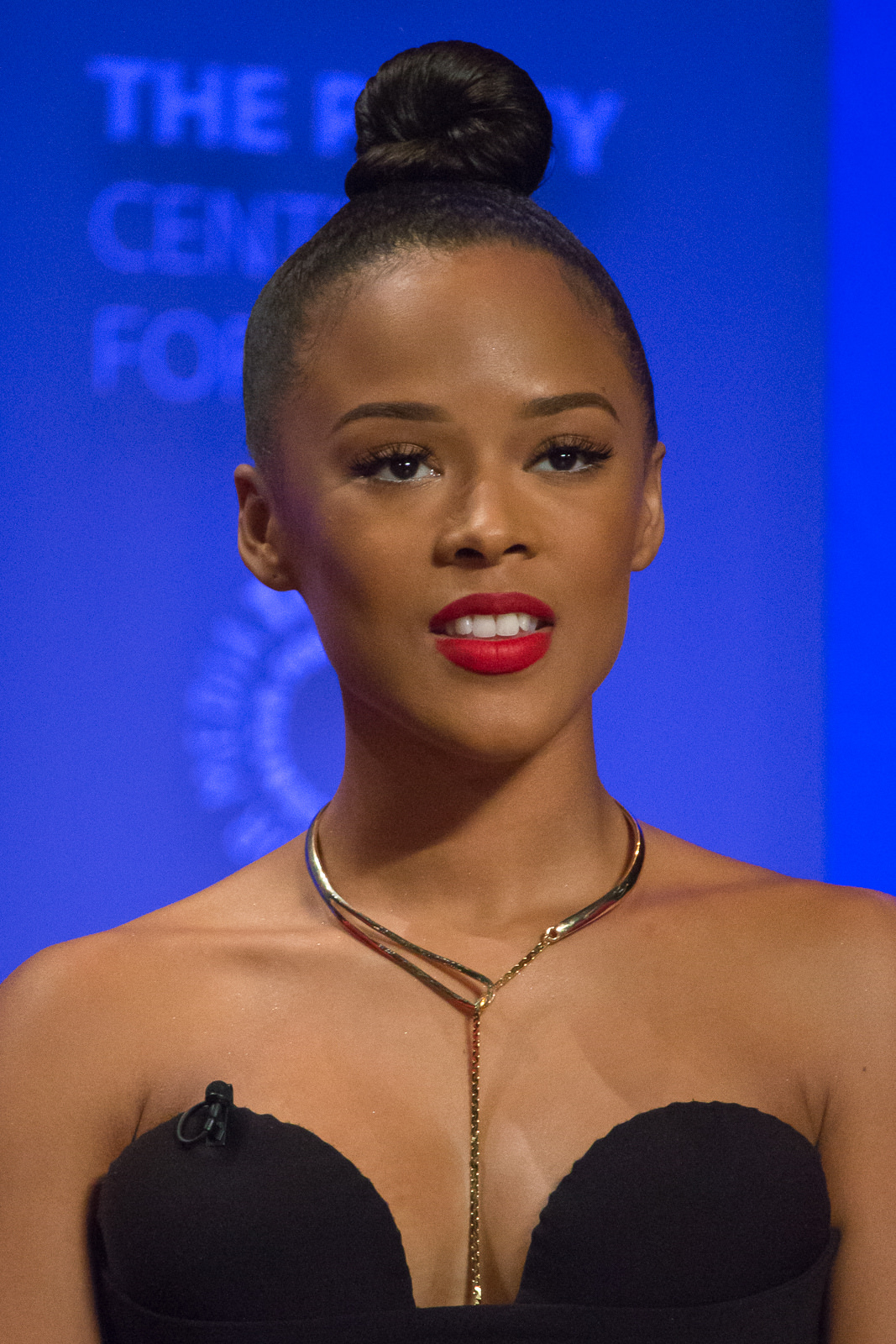
Serayah McNeill interprète Tiana Brown.
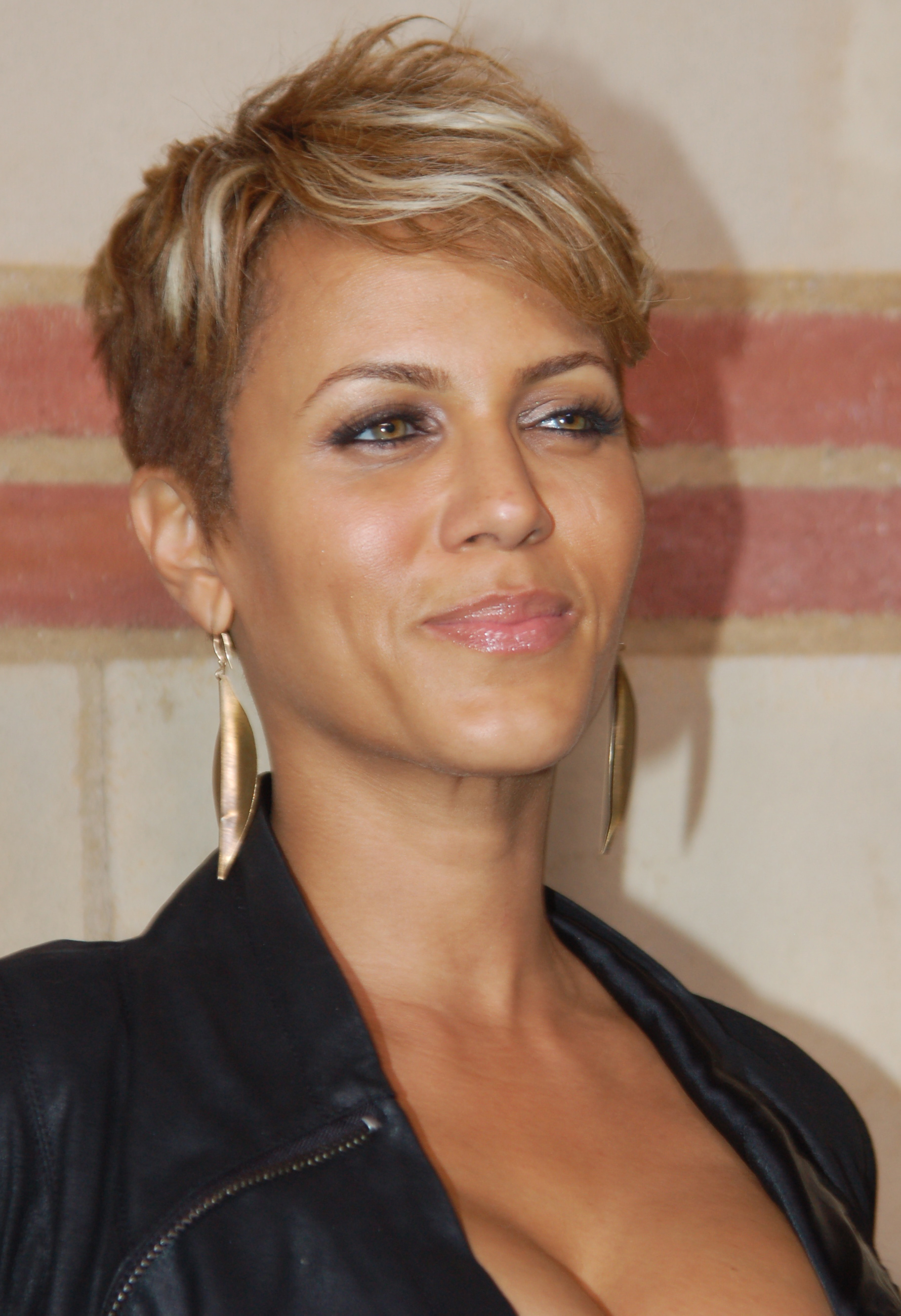
Nicole Ari Parker interprète Giselle Sims-Barker.
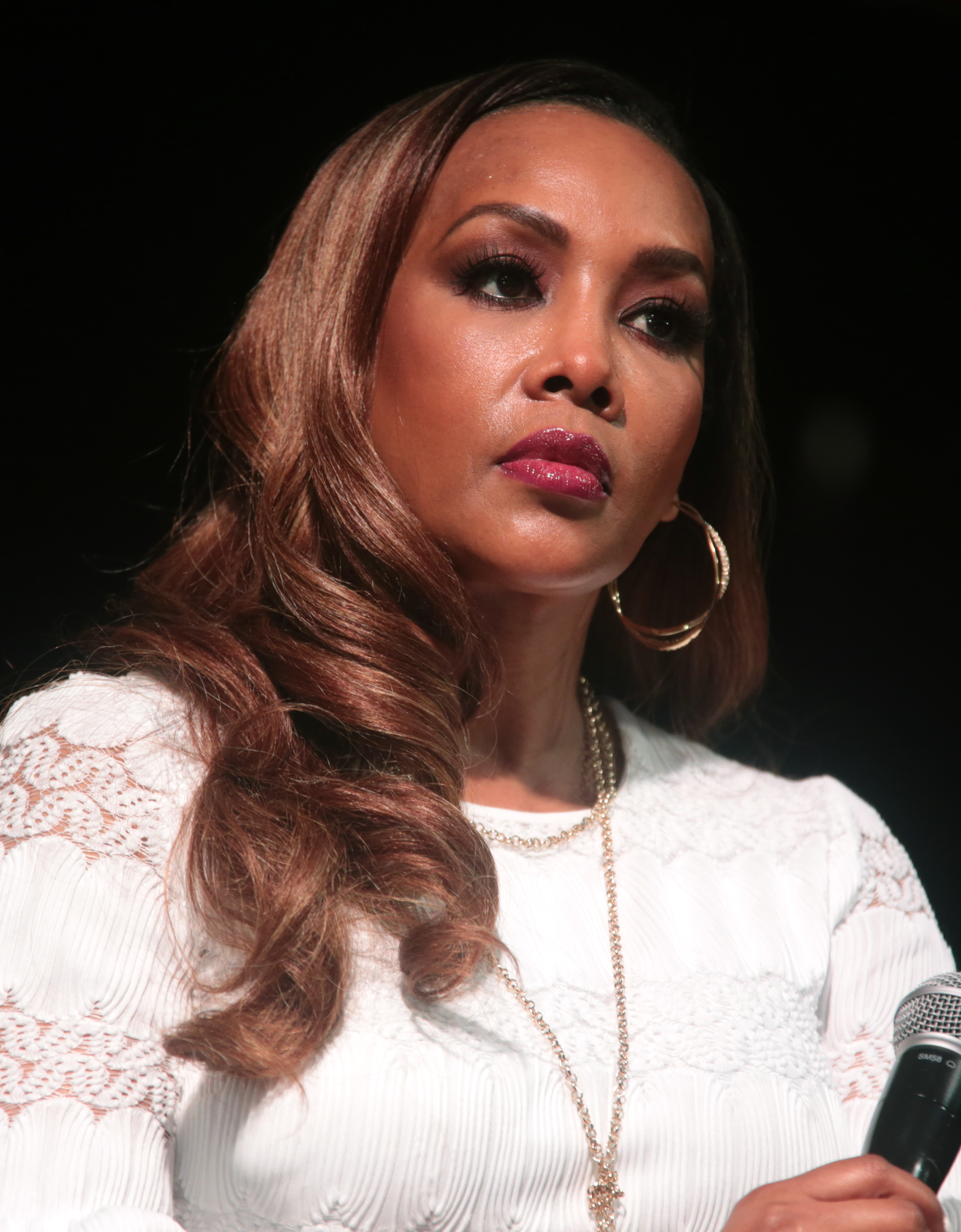
Vivica A. Fox interprète Candace.
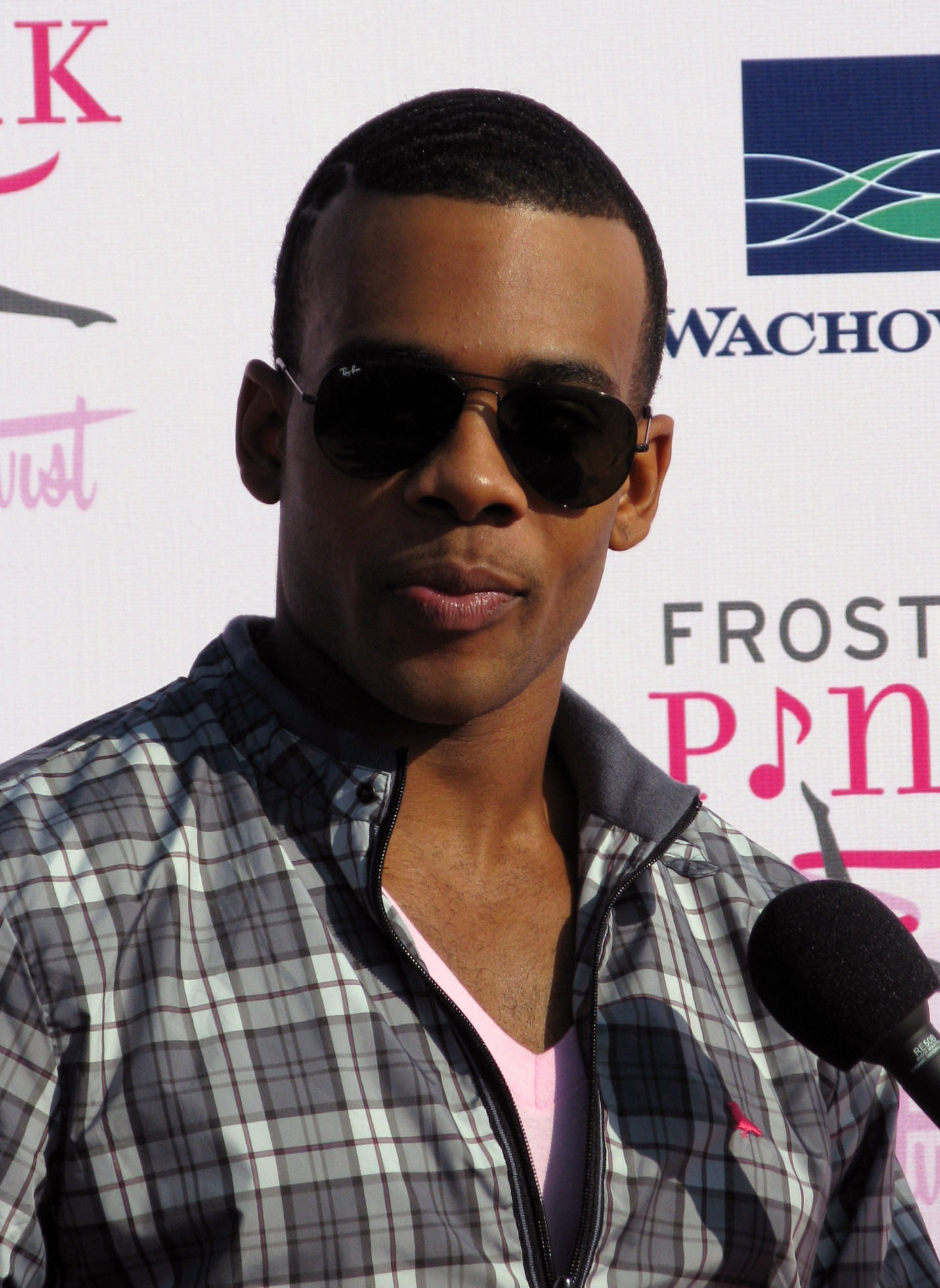
Mario interprète Devon.
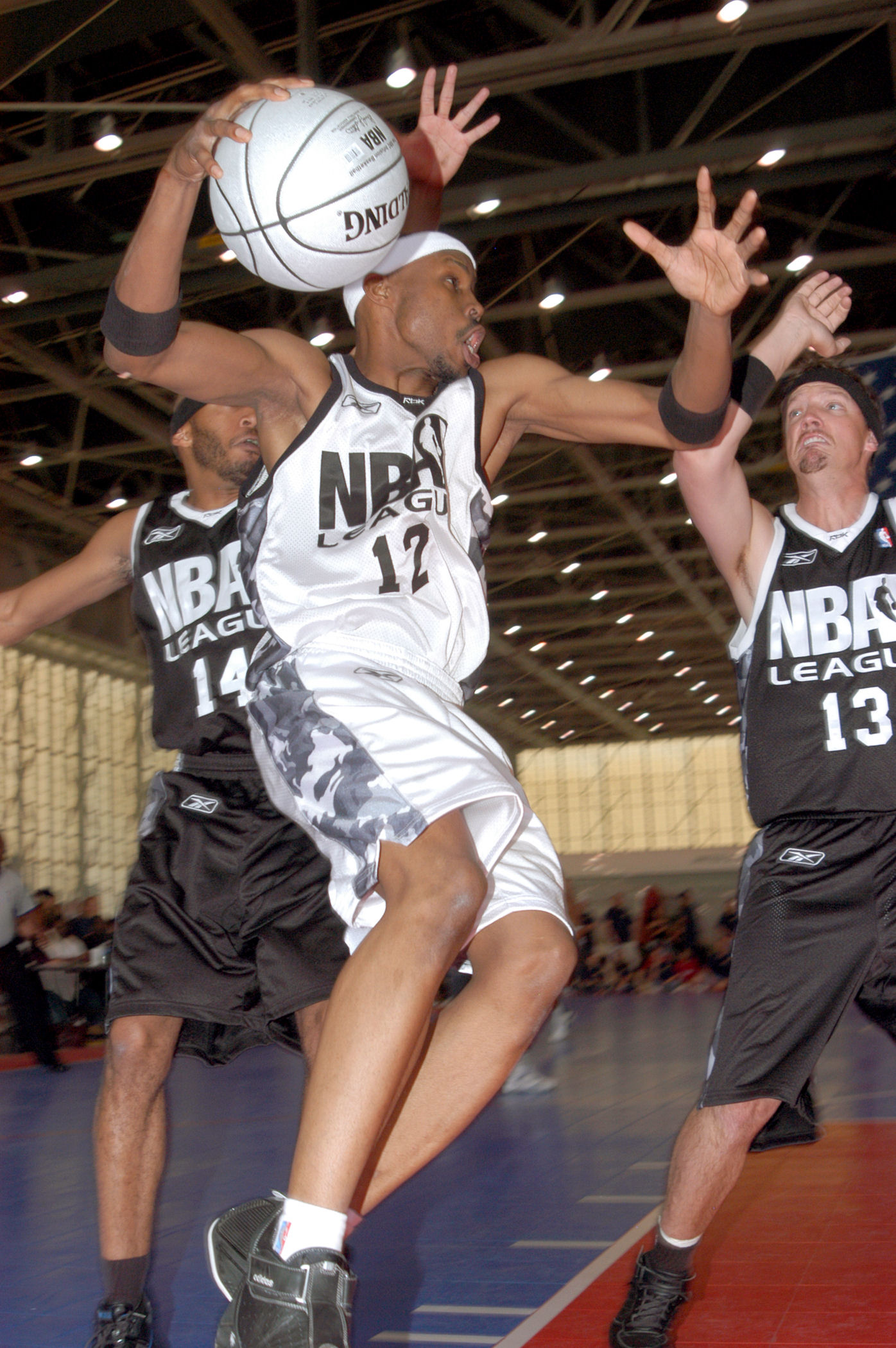
Wood Harris interprète Damon Cross.

### Anciens acteurs principaux
- Malik Yoba (VF : Jean-Paul Pitolin) : Vernon Turner (saison 1)
- Kaitlin Doubleday (VF : Anne-Charlotte Piau) : Rhonda Lyon (saisons 1 et 2, récurrente saison 3, invitée saison 4)
- Morocco Omari (en) (VF : Jean-Jacques Nervest) : Tariq Cousins (saison 3, récurrent saison 2)
- Calesha "Bre-Z" Murray (VF : Cindy Lemineur) : Freda « Gatz » Gathers (saison 3, récurrente saison 2)
- Alvin "Xzibit" Joiner (VF : Frédéric Souterelle) : Leslie « Shyne » Johnson (saisons 3 et 4, invité saisons 2 et 5)
- Rumer Willis (VF : Ariane Aggiage) : Tory Ash (saison 4, récurrente saison 3)[14]
- Chet Hanks (VF : Bruno Meyère) : Blake Sterling (saison 5, récurrent saison 4)
- Grace Gealey (VF : Geneviève Doang) : Anika Calhoun (saisons 1 à 4)
- Terrell Carter (VF : Jean-Luc Atlan) : Warren Hall (saison 4, invité saison 3)[15]
- Andre Royo (VF : Julien Chatelet) : Thurston « Thirsty » Rawlings (saisons 4 et 5, récurrent saisons 2 et 3)
- Jussie Smollett (VF : Benjamin Pascal) : Jamal Lyon (en) (saisons 1 à 5)

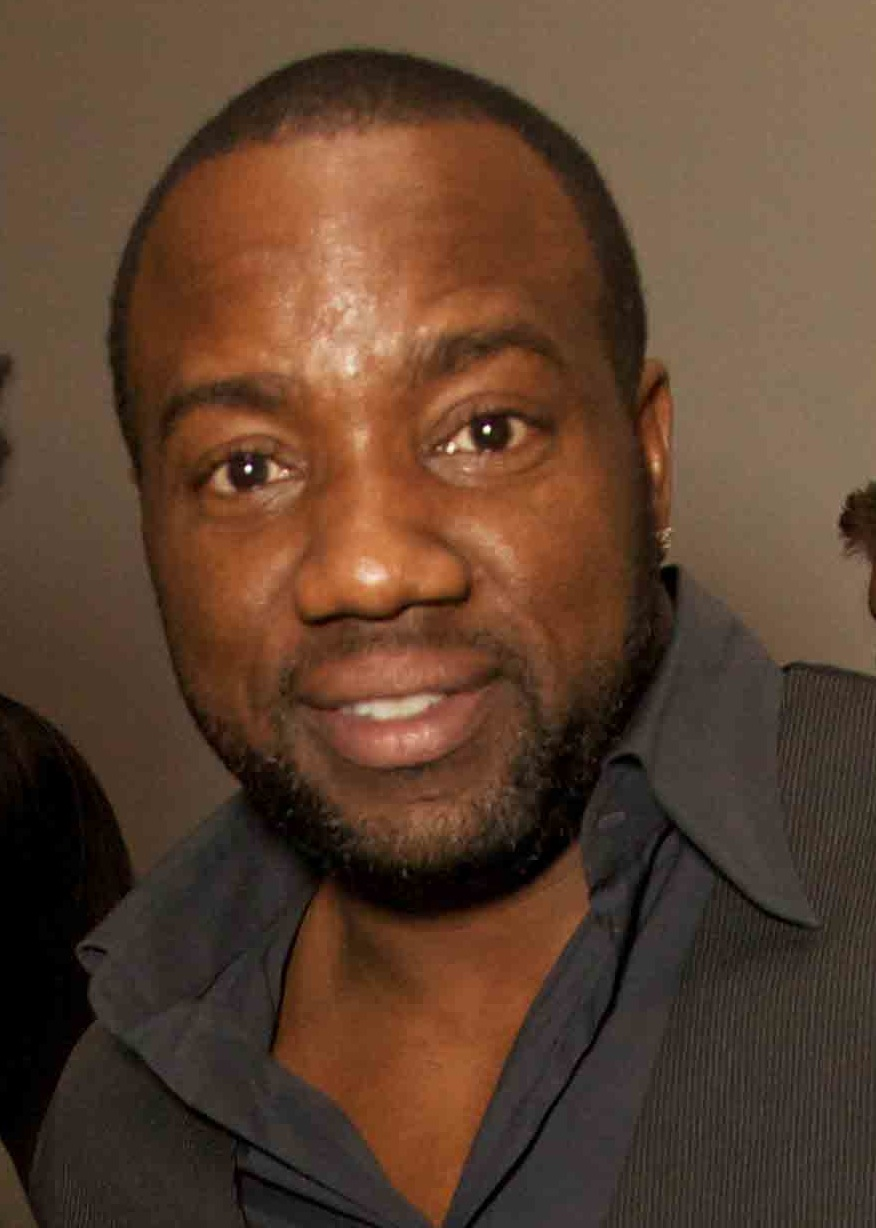
Malik Yoba interprète Vernon Turner.
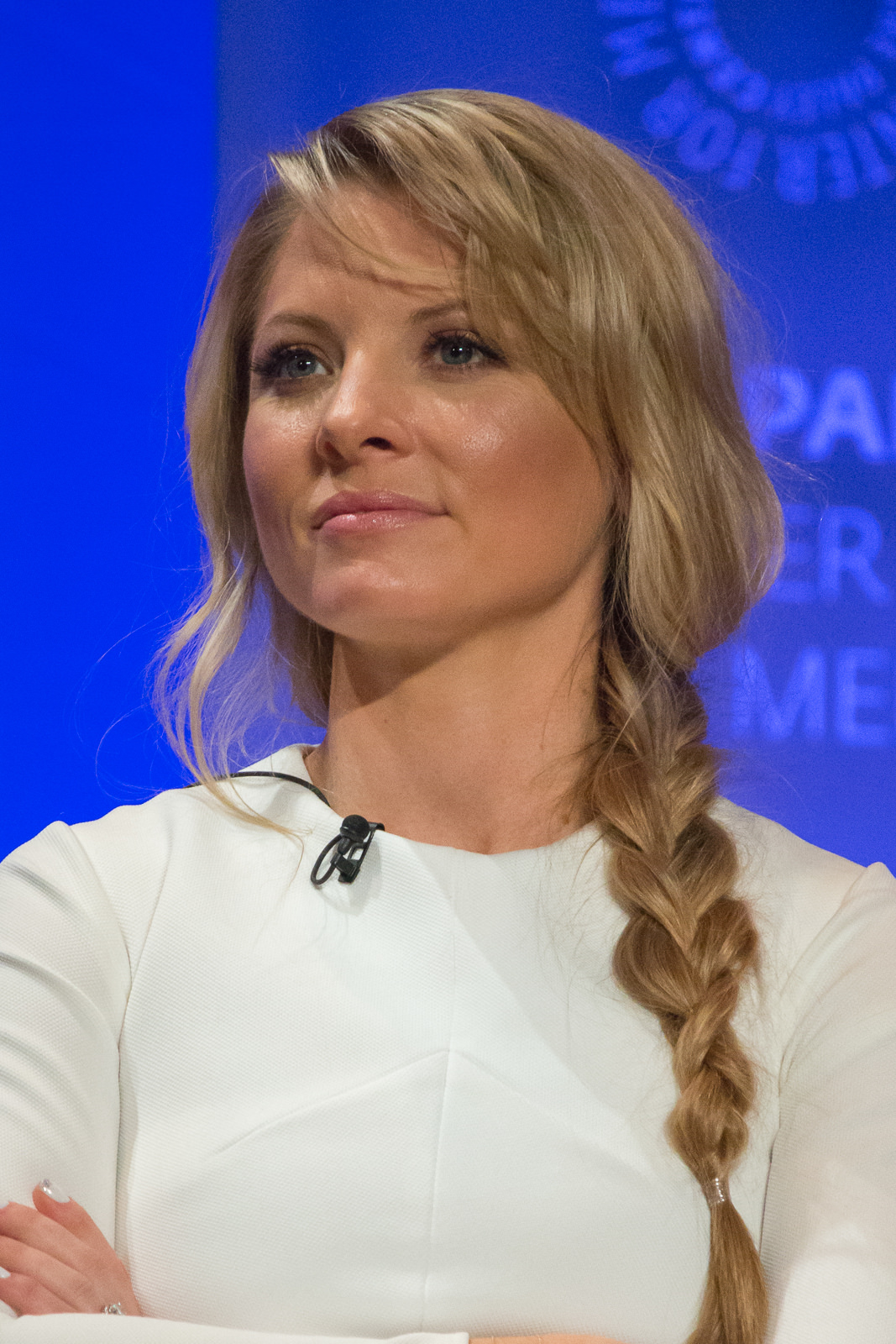
Kaitlin Doubleday interprète Rhonda Lyon.
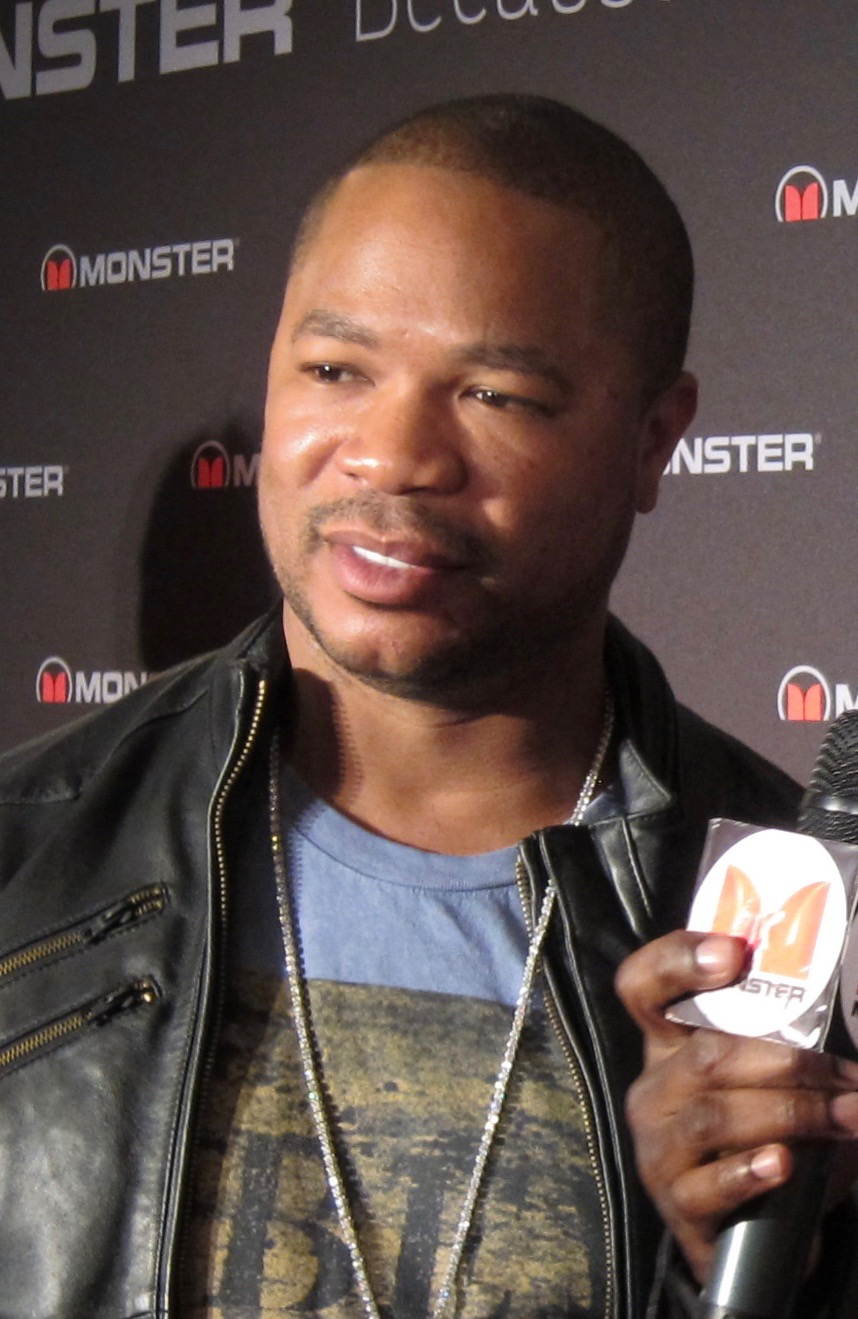
Xzibit interprète Leslie Shyne Johnson.
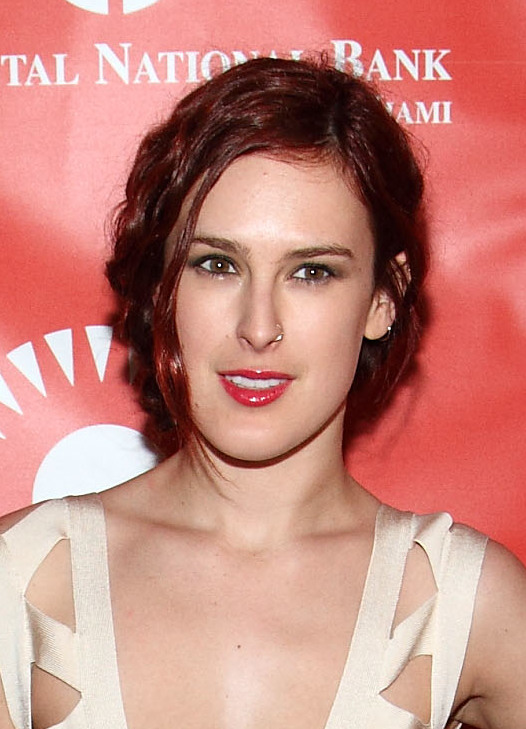
Rumer Willis interprète Tory Ash
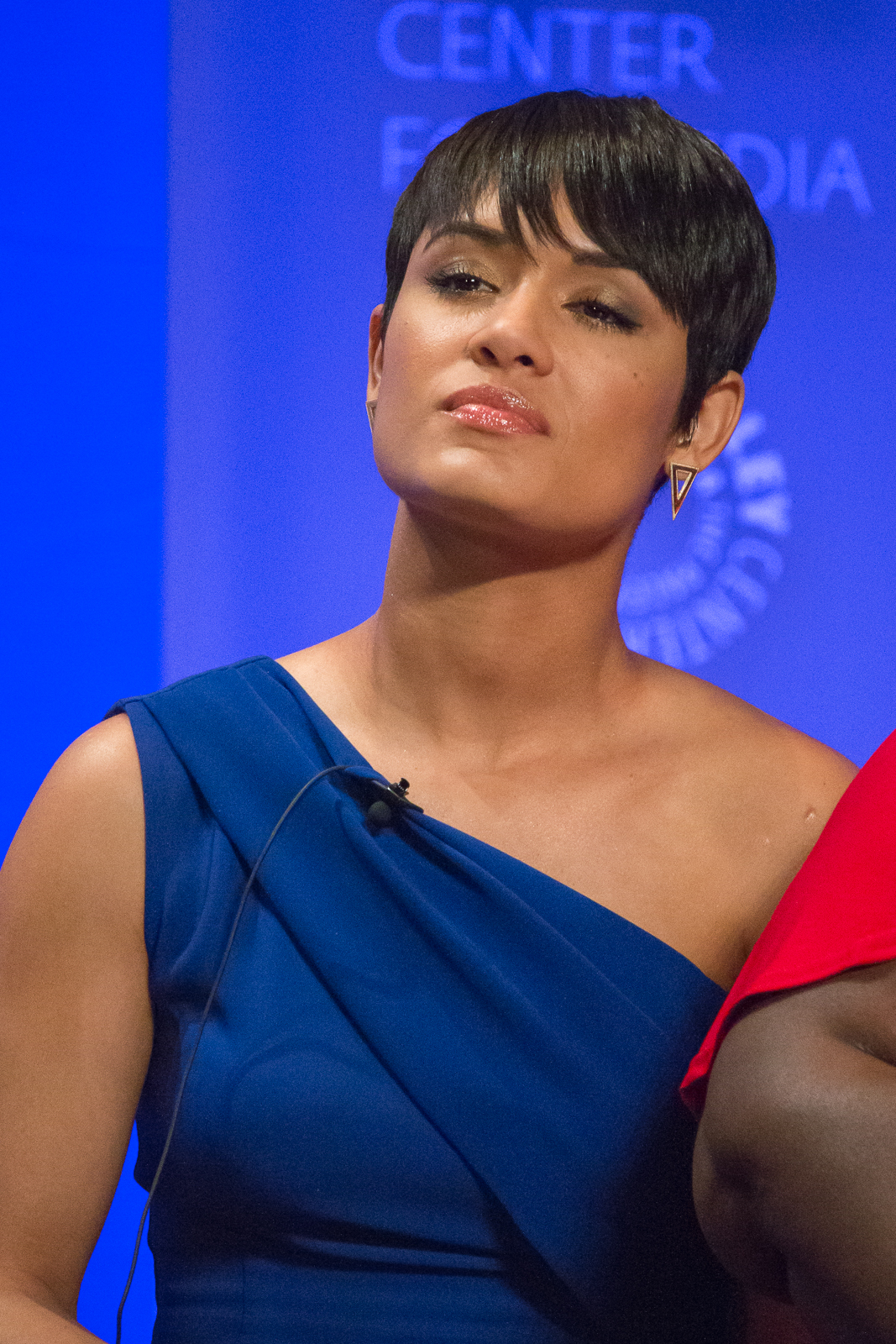
Grace Gealey interprète Anika Calhoun.
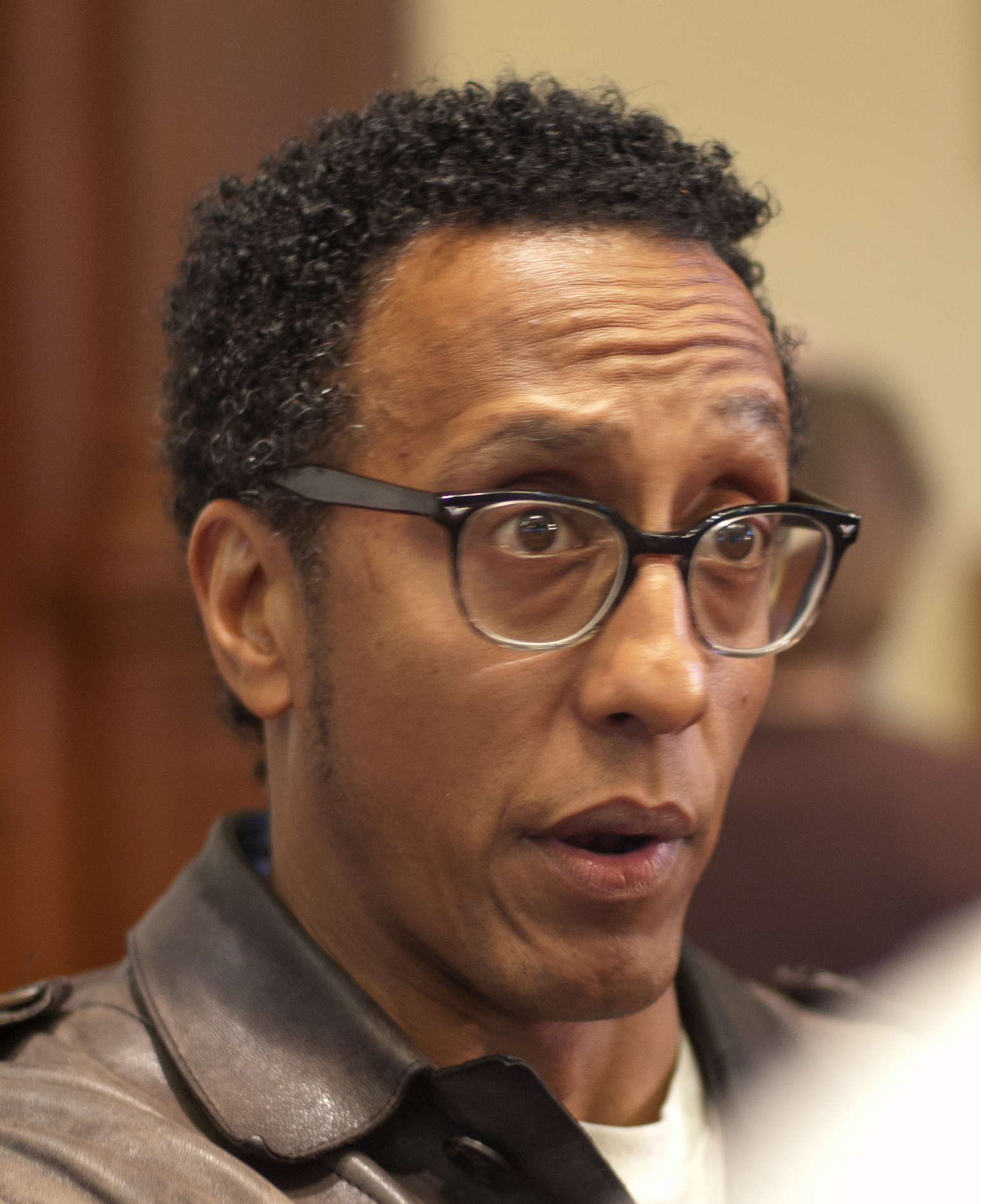
Andre Royo interprète Thirsty.
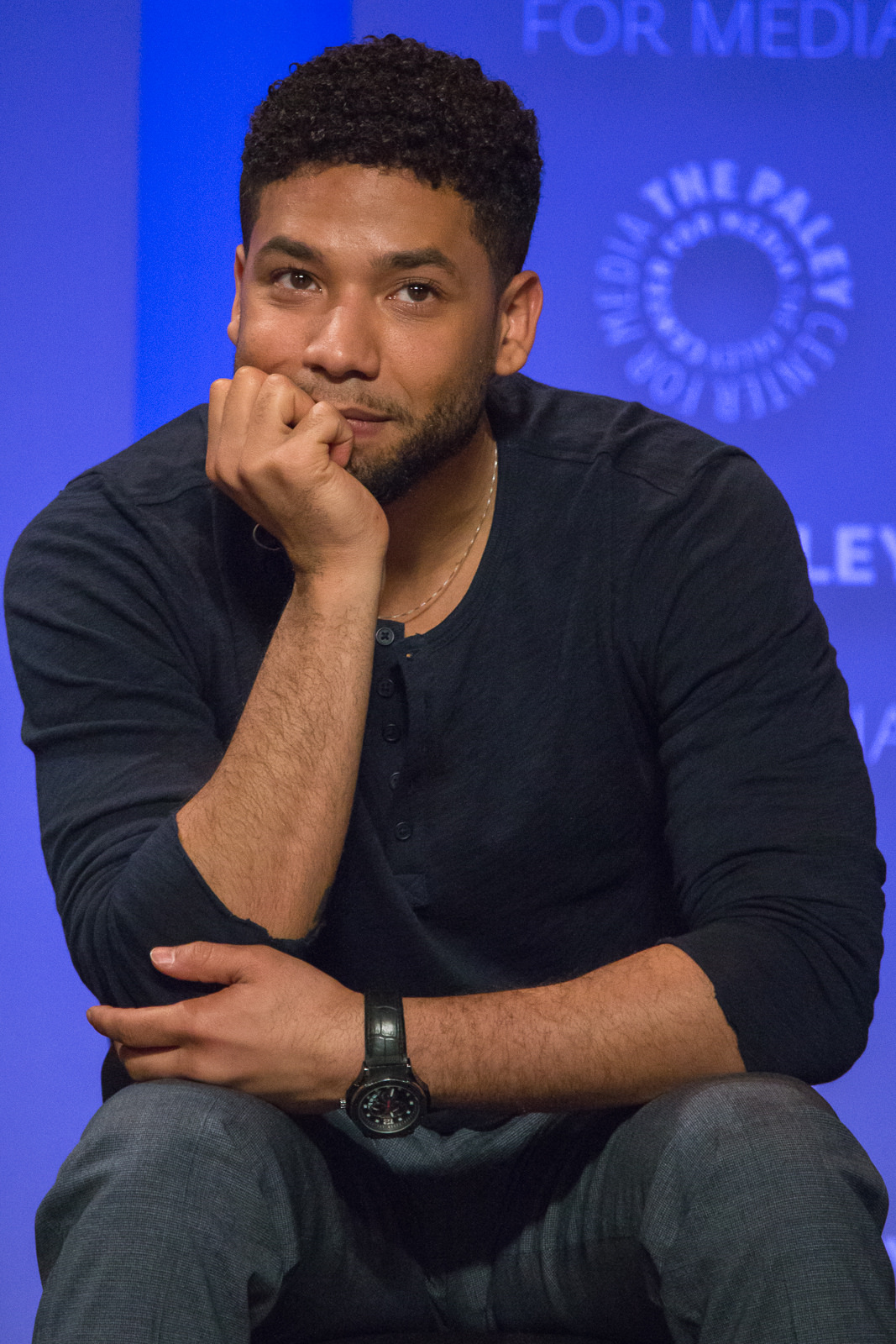
Jussie Smollett interprète Jamal Lyon.

### Acteurs récurrents

#### Saison 1
| - Tasha Smith (en) (VF : Jacky Tavernier) : Carol Holloway (depuis la saison 1) - Rafael de La Fuente (VF : Benoît DuPac) : Michael Sanchez (saisons 1 et 2) - Antoine McKay (en) (VF : Franck Sportis) : Marcus « Bunkie » Williams (saison 1, invité saison 3) - Naomi Campbell (VF : Brigitte Berges) : Camilla Marks-Whiteman (saisons 1 et 2) - AzMarie Livingston (VF : Cindy Lemineur [saison 1] puis Elodie Menant) : Chicken (depuis la saison 1) - V. Bozeman : Veronica (invitée saisons 1 à 4 et 6) - Nealla Gordon (VF : Catherine Artigala) : Agent Harlow Carter - Judd Nelson (VF : Vincent Violette) : Billy Baretti - Jennifer Joan Taylor : Dr Shahani - Damon Gupton (VF : Antoine Nouel): Inspecteur Calvin Walker - James Washington (VF : Raphaël Cohen) : Titan - Claudette Burchett : Juanita (depuis la saison 1) - Mike Moh : Steve Cho (saisons 1 à 3) - Jennifer Hudson (VF : Virginie Kartner) : Michelle White - Derek Luke (VF : Jean-Baptiste Anoumon) : Malcolm DeVeaux - Eka Darville (VF : Mohamed Sanou) : Ryan Morgan - Courtney Love (VF : Odile Schmitt) : Elle Dallas - Leah Jeffries : Lola Lyon - Kelly Rowland (VF : Marie-Frédérique Habert) : Leah Walker jeune (saison 2, invitée saison 4) - Leslie Uggams (VF : Sylvie Genty) : Leah Walker âgée (depuis la saison 2) - Marisa Tomei (VF : Virginie Ledieu) : Mimi Whiteman-Marks (saison 2) - Tyra Ferrell (en) (VF : Françoise Escobar) : Roxanne Ford (saison 2) - Tobias Truvillion (VF : Jean-Louis Tilburg) : Derek « D-Major » Major (saisons 2 et 3) - Adam Rodríguez (VF : Cyrille Artaux) : Laz Delgado (saison 2) - Jamila Velazquez (VF : Leslie Lipkins) : Laura Calleros (saison 2) - William Fichtner (VF : Bernard Demory) : Jameson Henthrop (saison 2) - Charles Malik Whitfield (VF : Jean-François Aupied) : Révérend L.C. Pryce (saison 2) - Raquel Castro (VF : Myrtille Bakouche) : Marisol (saison 2) | - Nia Long (VF : Ninou Fratellini) : Giuliana « Giusi » Green - Taye Diggs (VF : Bruno Dubernat) : Angelo DuBois (saisons 3 et 4) - Phylicia Rashād (VF : Françoise Pavy) : Diana DuBois (saisons 3 et 4, invitée saison 5) - Sierra McClain (VF : Coralie Coscas) : Nessa Parker (saisons 3 , invitée saison 4) - Samuel Hunt (VF : Bruno Méyère) : Xavier Rosen - Juan Antonio (VF : Stanislas Forlani) : Philip Barrett - Eva Longoria (VF : Odile Schmitt) : Charlotte Frost - Romeo Miller (VF : Mathias Casartelli) : Raymond « Gram » Lewis - Ezri Walker : Zeah - Forest Whitaker (VF : Emmanuel Jacomy) : Eddie Barker (saison 4, invité saison 5) - Demi Moore (VF : Marie Vincent) : Claudia (saison 4, invitée saison 3) - Teyonah Parris (VF : Laurence Sacquet) : Pamela Rose - Pej Vahdat (VF : Fabrice Lelyon) : Kelly Patel - Alfre Woodard (VF : Maïk Darah) : Renee Holloway - Porscha Coleman : Mercedes - Ptosha Storey (VF : Odile Cohen) : Chyna - James Colby (en) (VF : Vincent Ribeiro) : Burleson - Da'Vine Joy Randolph (VF : Isabelle Leprince) : Poundcake - Ryan Michelle Bathe (VF : Anneliese Fromont) : Celeste - Toby Onwumere (VF : Rody Benghezala) : Kai Givens - Skylan Brooks (VF : Jean-François Pagès) : Quincy - Joss Stone (VF : Paola Jullian) : Wynter - Tisha Campbell-Martin (VF : Véronique Augereau) : Brooke (saison 5, invitée saison 4) - Alicia Coppola (VF : Myrtille Bakouche) : Meghan Conway - Alexandra Grey : Melody Barnes - Kiandra Richardson (VF : Corinne Wellong) : Yana Cross - Amanda Detmer (VF : Barbara Delsol) : Tracy Kingsley (saison 6, invitée saison 5) - David Banner : Philly Street - Keesha Sharp : Dr Paula Wick - Robert Ri'chard (VF : Yves Letzelter) : Julian Sims - Diamond White (VF : Julie Mouchel) : Lala |

### Invités
Dans leur propre rôle :
| Saison 1 - Anthony Hamilton (épisode 5) - Gladys Knight (épisode 3) - Sway Calloway (épisode 6) - Snoop Dogg (épisode 11) - Rita Ora (épisode 12) - Juicy J (épisode 12) - Patti Labelle (épisode 12) | - Saison 2 - Al Sharpton (épisode 1) - André Leon Talley (épisode 1) - Pitbull (épisode 3) - Timbaland (épisode 3) - Ne-Yo (VF : Boris Agondanou) (épisode 4 et 5) - Funkmaster Flex (saison 2, épisode 8 ; saison 4, épisodes 1 et 9) - Lee Daniels (épisode 9) - Jason Derulo (VF : Jean-Michel Vaubien) (épisode 10) - Nicole Richie (épisode 10) - Joel Madden (épisode 10) | - Saison 3 - Birdman (épisode 1) - Sticky Fingaz (épisodes 9 et 10) - Remy Ma (épisode 10) - Tinashe (épisodes 14 et 15) - Snoop Dogg (VF : Sidney Kotto) (épisode 15) Saison 4 - Lupe Fiasco (épisode 12) - Magic Johnson (épisode 17) - Eve (épisode 17) | - Saison 5 - Chaka Khan (épisode 16) - Ty Dolla Sign (épisode 17) - Sevyn Streeter (épisode 17) |

Avec d'autres rôles :
| Saison 1 - Raven Symone (VF : Barbara Tissier) : Olivia Lyon - Cuba Gooding, Jr. : Dwayne « Puma » Robinson - DeRay Davis : Jermel - Estelle : Delphine - Mary J Blige : Angie | - Saison 2 - Petey Pablo : Clyde - Chris Rock : Frank Gathers - Ludacris : Officier McKnight - Rosie O'Dennell : Pepper O'Leary - Alicia Keys (VF : Ludivine Maffren) : Skye Summers - Da Brat : Jezzy - Becky G (VF : Adeline Forlani) : Valentina Galindo | - Saison 3 - French Montana : Vaughn Cooper - Mariah Carey (VF : Olivia Darlic) : Kitty - Sticky Fingaz : Brick - Fetty Wap : Trig | Saison 4 - Queen Latifah (VF : Armelle Gallaud) : Carlotta Brown - Cassie Ventura : Haven Quinn |

Version française
- Société de doublage : Nice Fellow[16]
- Direction artistique : Gilbert Levy[16]
- Adaptation des dialogues : Fanny Beraud[16] et Catherine Zitouni
- Enregistrement et mixage : Studios O'Bahamas

 Source et légende : version française (VF) sur RS Doublage et Doublage Séries Database

## Développement

### Production
Le 23 janvier 2014, Fox a officiellement commandé un pilote, de Empire avec Danny Strong à l'écriture du pilote et Lee Daniels à la réalisation,.
Le 6 mai 2014, le réseau Fox annonce officiellement après le visionnage du pilote, la commande du projet de série,,.
Le 19 novembre 2014, Fox annonce la date de diffusion de la série au 7 janvier 2015, à la suite de la saison 14 d'American Idol,.
Le 17 janvier 2015, la série est renouvelée pour une seconde saison après seulement deux épisodes en raison de ses bonnes audiences. Le 10 mai 2015, FOX annonce que la saison se composera de dix-huit épisodes. Puis le 29 mai 2015, Taraji P. Henson annonce via son compte twitter, le lancement de la deuxième saison au 23 septembre 2015. La saison sera diffusée en deux parties, avec la diffusion de dix épisodes à l'automne 2015 et de huit épisodes au printemps 2016.
Le 15 janvier 2016, la série est renouvelée pour une troisième saison. Puis le 16 juin 2016, Fox annonce la date de lancement de la troisième saison au 21 septembre 2016.
Le 11 janvier 2017, le réseau Fox annonce la reconduction de la série pour une quatrième saison de dix-huit épisodes,. La chaîne annonce ensuite lors des Upfronts 2017 que la série, qui était diffusée le mercredi à 21h depuis son lancement, sera maintenant diffusée à 20h en duo avec Star, la deuxième série de Lee Daniels qui était diffusée pendant la pause de mi-saison de Empire lors de sa première saison.
Début juillet 2017, la Fox annonce un crossover entre Empire et Star, lors de leur retour respectifs pour une quatrième et deuxième saison, diffusée le 27 septembre 2017.
Le 2 mai 2018, la série est renouvelée pour une cinquième saison.
Le 30 avril 2019, la série est renouvelée pour une sixième saison. Deux semaines plus tard lors des Upfronts, Fox indique que cette saison sera la dernière.
En raison de la maladie à coronavirus 2019 en mars 2020, le tournage a été interrompu au cours du 19e épisode. La production a opté d'intégrer quelques scènes du 19e épisode dans le 18e épisode, qui servira de finale de la série.

### Tournage
Bien que l'action se déroule à New York, la série est tournée à Chicago, dans l'Illinois, aux États-Unis.

### Casting
Dès février 2014, les rôles ont été attribués dans cet ordre : Terrence Howard, Taraji P. Henson (le lieutenant Joss Carter dans Person of Interest), Jussie Smollett, Bryshere Y. Gray et Trai Byers, Malik Yoba, Grace Gealey et Kaitlin Doubleday .
Le 29 septembre 2014, Naomi Campbell rejoint la série en tant que récurrente dans le rôle de Camilla, ensuite elle est rejointe par Courtney Love, le 23 octobre 2014 dans le rôle d'Elle Dallas.
Parmi les autres acteurs récurrents et invités de la première saison : Gabourey Sidibe, Rita Ora, et Jennifer Hudson.
En janvier 2015, Snoop Dogg rejoint la série en tant qu'invité vedette en interprétant son propre rôle.
En avril 2015, Gabourey Sidibe et Ta'Rhonda Jones ont été promues, à la distribution principale de la deuxième saison.
Le 11 mai 2015, lors des Upfronts, il est révélé que Chris Rock, Lenny Kravitz et Alicia Keys, participeront à la deuxième saison.
En juin 2015, Adam Rodriguez obtient le rôle récurrent de Laz Delgado, suivi de Tyra Ferrell, puis en juillet, Marisa Tomei décroche aussi un rôle récurrent.
Début juillet 2015, Kelly Rowland obtient le rôle de la mère de Lucious, rejoint quelques jours plus tard par Andre Royo, dans le rôle de Thirsty Rawlings, l'avocat de Lucious. Fin juillet 2015, la chanteuse Becky G est annoncé en invité pour la seconde saison.
En août 2015, Fox annonce la participation de nombreux invités dont Mariah Carey, Pitbull, Al Sharpton et André Leon Talley. Le 21 août, Mo McRae est annoncé en invité et jouera le rôle d'un prétendant amoureux de Becky (Gabourey Sidibe).
Le 26 août, Serayah McNeill, interprète de Tiana Brown, est promue à la distribution principale de la seconde saison.
Le 10 septembre, Vivica A. Fox obtient le rôle de Candace, la sœur aînée de Cookie.
Le 16 janvier 2016 est annoncée que Mariah Carey ne fera finalement pas d’apparition lors de la deuxième saison.
Le 5 février 2016, Morocco Omari rejoint la deuxième saison dans le rôle récurrent de Tariq, un agent du FBI.
Fin février 2016, le rappeur, Xzibit est annoncé dans le rôle de Leslie Shyne Johnson, un rival de Lucious.
Le 18 juin 2016, est annoncé que Xzibit introduit pendant le final de la deuxième saison est promu au statut de principal lors de la troisième saison.
Le 9 juillet 2016, le rappeur et producteur French Montana est annoncé dans la troisième saison dans le rôle de Vaughn, un magnat de la musique et ami de Lucious ainsi que le rappeur Birdman qui jouera son propre rôle.
Le 13 juillet 2016, la chanteuse et actrice, Sierra McClain rejoint la distribution récurrente lors de la troisième saison dans le rôle de Nessa, une jeune artiste et protégée de Shyne (Xzibit).
Le 18 juillet 2016, Taye Diggs rejoint la troisième saison dans le rôle récurrent d'Angelo Dubois. Il est rejoint le 20 juillet 2016, par le rappeur Kid Cudi qui est annoncé dans le rôle de Gram, un musicien indépendant et rival de Hakeem. Le 1er septembre 2016, est annoncé que Romeo Miller remplace Kid Cudi pour raisons créatives.
Le 21 juillet 2016, Ajiona Alexus est castée dans le rôle de Cookie lorsqu'elle était jeune, Jeremy Carver dans celui de Lucious jeune et Ezri Walker dans celui de Zeah, un rappeur à en devenir.
Le 8 août 2016, Mariah Carey qui devait initialement participer à la deuxième saison, fera finalement une apparition lors du troisième épisode de la troisième saison dans le rôle de Kitty, une superstar de la musique.
Le 29 août 2016, Phylicia Rashad rejoint la distribution lors de la troisième saison dans le rôle récurrent de Diana Dubois.
Le 29 août 2016, est annoncé que Morroco Omari qui est interprète le rôle de Tariq depuis le seconde saison est promu au sein de la distribution principale dès la troisième saison.
Le 1er septembre 2016, est annoncé que Juan Antonio participera à la troisième saison dans le rôle de Philip, un militaire vétéran qui sera très proche de Jamal.
En octobre 2016, Frank Whaley rejoint la saison trois, dans le rôle récurrent de Edison Cruz.
En novembre 2016, Rumer Willis participera à la troisième saison dans le rôle récurrent de Tory Ash et Nia Long dans le rôle de Giuliana.
Fin janvier 2017, est annoncée qu'Eva Longoria participera à un arc de plusieurs épisodes lors de la deuxième partie de la saison trois, sous les traits de Charlotte Frost.
Le 21 février 2017, Demi Moore décroche le rôle récurrent d'une infirmière mystérieuse ayant un lien avec la famille Lyon, elle fera une apparition lors du final de la troisième saison avant d'être régulière dès la saison 4,.
En juillet 2017, l'acteur oscarisé Forest Whitaker, rejoint la quatrième saison et participera à un arc de plusieurs épisodes, sous les traits d'Oncle Eddie. Début décembre 2017, Nicole Ari Parker est annoncée dans le rôle de Giselle Barker, la femme d'Eddie.
En février 2018, Alfre Woodard, rejoint la quatrième saison dans le rôle récurrent de Renee, la mère de Cookie.
Le 25 juin 2018, Nicole Ari Parker récurrente lors de la quatrième saison dans le rôle de Giselle Barker se voit promue régulière en saison 5.
Le 28 janvier 2019, Jussie Smollett prétend avoir été agressé à Chicago, mais les enquêteurs concluent que la victime a planifié un coup publicitaire. Les charges contre Smollet sont finalement abandonnées. Quant à la série, il est écarté des deux derniers épisodes de la cinquième saison, et ne sera pas de retour pour la sixième saison. Son rôle pourrait être redistribué.

### Fiche technique
- Titre original : Empire
- Créateurs : Lee Daniels et Danny Strong
- Réalisation : Lee Daniels (2 épisodes), Sanaa Hamri (2), Debbie Allen, Michael Engler...
- Scénario : Lee Daniels, Danny Strong et Ilene Chaiken
- Direction artistique : Chris Cleek
- Décors : Caroline Perzan
- Costumes : Paolo Nieddu et Rita McGhee
- Photographie : Sidney Sidell et Andrew Dunn
- Montage : Joe Leonard et Zack Arnold
- Musique : Timbaland et Fil Eisler
- Casting : Leah Daniels et Claire Simon
- Production déléguée : Lee Daniels, Danny Strong, Brian Grazer, Francie Calfo, Ilene Chaiken
- Société de production : 20th Century Fox Television et Imagine Entertainment
- Sociétés de distribution : FOX (États-Unis)
- Pays d'origine :  États-Unis
- Langue originale : anglais
- Format : couleur - 1,78:1 - son Dolby Digital
- Genre : Dramatique
- Durée : 42 minutes

 Sauf indication contraire, les informations mentionnées dans cette section peuvent être confirmées par la base de données cinématographiques IMDb,  présente dans la section « Liens externes ».

### Diffusion internationale
- En version originale
 États-Unis : 7 janvier 2015 sur FOX
 Canada : 7 janvier 2015 sur Omni Television (saison 1) puis sur City
En version française
 France (outre mer) : 2 septembre 2015 sur Outre-Mer 1re
 France : 17 novembre 2015 sur W9
 Québec : 9 avril 2016 sur ARTV
 Belgique : 16 décembre 2018 sur Plug RTL

## Épisodes
| Saisons | Saisons | Épisodes | Diffusion originale | Diffusion originale | Diffusion originale |
| Saisons | Saisons | Épisodes | Début de saison     | Fin de saison       | Chaîne d'origine    |
| ------- | ------- | -------- | ------------------- | ------------------- | ------------------- |
|         | 1       | 12       | 7 janvier 2015      | 12 avril 2015       | Fox                 |
|         | 2       | 18       | 23 septembre 2015   | 18 mai 2016         | Fox                 |
|         | 3       | 18       | 21 septembre 2016   | 24 mai 2017         | Fox                 |
|         | 4       | 18       | 27 septembre 2017   | 23 mai 2018         | Fox                 |
|         | 5       | 18       | 26 septembre 2018   | 9 mai 2019          | Fox                 |
|         | 6       | 18       | 24 septembre 2019   | 21 avril 2020       | Fox                 |

### Première saison (2015)
1. Le Roi Lyon (Pilot)
2. De l'or dans la voix (Outspoken King)
3. L'Âme du diable (The Devil Quotes Scripture)
4. Takeem (False Imposition)
5. Boogie Down (Dangerous Bonds)
6. Monte le son (Out, Damned Spot)
7. Le Discours d'une reine (Our Dancing Days)
8. La Soirée blanche (The Lyon's Roar)
9. Les Conquérants (Unto The Breach)
10. Pour Lola (Sins of the Father)
11. On ne meurt qu'une fois (Die But Once)
12. Héritage (Who I Am)

### Deuxième saison (2015-2016)
Elle a été diffusée du 23 septembre 2015 au 18 mai 2016.
1. Le Lyon en cage (The Devils Are Here)[94]
2. La Dynastie (Without A Country)
3. Les Clés du royaume (Fires of Heaven)
4. Cadavre exquis (Poor Yorick)
5. Au nom du père (Be True)
6. La Rançon de la gloire (A High Hope For A Low Heaven)
7. L'Histoire en marche (True Love Never)
8. La Battle (My Bad Parts)
9. Tout-puissants (Sinned Against)
10. La Chute (Et Tu, Brute?)
11. La Reine Noire (Death Will Have His Day)
12. Antoine et Cléopâtre (A Rose by Any Other Name)
13. La Naissance d'un fauve (The Tameness of a Wolf)
14. Le passé ne meurt jamais (Time Shall Unfold)
15. Instinct maternel (More Than Kin)
16. Sous contrôle (The Lyon who cried Wolf)
17. La Révélation (Rise by Sin)
18. L'Union (Past Is Prologue)

### Troisième saison (2016-2017)
Elle a été diffusée du 21 septembre 2016 au 24 mai 2017.
1. Une lueur dans la nuit (Light in Darkness)
2. Rédemption (Sin That Amends)
3. L'Instinct de survie (What Remains Is Bestial)
4. Dilemme (Cupid Kills)
5. La Chasse aux Lyons (One Before Another)
6. Sur les traces du père (Chimes at Midnight)
7. Secrets de famille (What We May Be)
8. Profonde blessure (Unkindest Cut)
9. Féroce (A Furnace for Your Foe)
10. Du son et de la colère (Sound and Fury)
11. Diabolus in musica (Play On)
12. La Force de l'âge (Strange Bedfellows)
13. Le Pouvoir de la musique (My Naked Villainy)
14. De la poudre aux yeux (Love Is a Smoke)
15. S'élever (Civil Hands Unclean)
16. L'Enfant (Absent Child)
17. Cookie's eleven (Toil and Trouble, Pt. I)
18. Retrouvailles (Toil and Trouble, Pt. II)

### Quatrième saison (2017-2018)
Elle a été diffusée du 27 septembre 2017 au 23 mai 2018.
1. L'Empreinte du passé (Noble Memory)
2. Éternel recommencement (Full Circle)
3. L'Œuvre du diable (Evil Manners)
4. L'Alpha et l'Oméga (Bleeding War)
5. La Vie en couleurs (The Fool)
6. L'Audience (Fortune Be Not Crost)
7. Jour de grève (The Lady Doth Protest)
8. Amours sanglantes (Cupid Painted Blind)
9. Œil pour œil… (Slave to Memory)
10. Pris au piège (Birds in the Cage)
11. Quand le cœur s'emballe (Without Apology)
12. Un cœur brisé (Sweet Sorrow)
13. Confrontation (Of Hardiness is Mother)
14. Double face (False Face)
15. Garde tes amis près de toi (A Lean and Hungry Look)
16. Concurrence (Fair Terms)
17. Envers et contre tous (Bloody Noses and Crack'd Crowns)
18. Une page se tourne (The Empire Unpossess'd)

### Cinquième saison (2018-2019)
Elle est diffusée depuis le 26 septembre 2018 au 8 mai 2019.
1. L'Arroseur arrosé (Steal from The Thief)
2. Nouveau départ (Pay for Their Presumptions)
3. Orgueil et déception (Pride)
4. Un seul être vous manque (Love All, Truth a Few)
5. Blessé à jamais (The Depth of Grief)
6. Action ou Vérité (What is Done)
7. Au nom de tous les miens (Treasons, Stratagems, and Spoils)
8. Pas de secret entre nous (Master of What is Mine Own)
9. Le Mouton noir (Had it from My Father)
10. Tel le phénix (My Fault Is Past)
11. Tapis rouge (In Loving Virtue)
12. Sous pression (Shift and Save Yourself)
13. Puissance retrouvée (Hot Blood, Hot Thoughts, Hot Deeds)
14. Jusqu'au bout (Without All Remedy)
15. Mettez de l'ordre dans votre foyer (A Wise Father That Knows His Own Child)
16. Ne doute jamais de l'amour (Never Doubt I Love)
17. Dernier souffle (My Fate Cries Out)
18. Fuite en avant (The Roughest Day)

### Sixième saison (2019-2020)
Cette dernière saison de dix-huit épisodes est diffusée en deux parties, la première de dix épisodes depuis le 24 septembre 2019, et la deuxième de huit épisodes depuis le 3 mars 2020.
1. Escapade (What is Love)
2. La Part de Dieu, L'Œuvre du Diable (Got on My Knees to Pray)
3. Hallucinations (You Broke Love)
4. Duel (Tell the Truth)
5. Le Mythe (Stronger Than My Rival)
6. Cœur de pierre (Heart of Stone)
7. Le Lion et son petit (Good Enough)
8. Quand le passé nous rattrape (Do You Remember Me)
9. Tout ou rien (Remember the Music)
10. La Cérémonie des ASA (Cold Cold Man)
11. Méfiance (Can't Truss 'Em)
12. Fantôme malsain (Talk Less)
13. Quand tout s'effondre (Come Undone)
14. Je suis qui je suis (I Am Who I Am)
15. Malgré tout (Love Me Still
16. Quand on vous aime (We Got Us)
17. Au-dessus de tout (Over Everything)
18. Pour toujours (Home is on the Way)

## Accueil

### Audiences

#### Aux États-Unis
Le mercredi 7 janvier 2015, FOX diffuse l'épisode pilote qui s'effectue devant 9,90 millions de téléspectateurs avec un bon taux de 3,8 % sur les 18/49 ans, qui est la cible fétiche des annonceurs, soit un excellent démarrage. La semaine suivante le succès se confirme en effectuant un score supérieur au pilote avec 10,32 millions de téléspectateurs et un excellent taux de 4,0 % sur les 18/49 ans. Au fil des semaines, le succès ne se dément pas, avec des audiences en constante hausse jusqu'au final de la première saison, qui rassemble 17,62 millions de téléspectateurs avec un excellent taux de 6,9 % sur les 18/49 ans, soit la meilleure audience de la série. La moyenne de la saison 1 s'établit à 13 millions de téléspectateurs.
Lors de son retour le mercredi 23 septembre 2015, la série revient avec sa deuxième meilleure audience, devant 16,18 millions de téléspectateurs avec un taux 6,7 % sur les 18/49 ans. Ensuite les audiences ont sensiblement déclinées en oscillant autour des 12 millions de fidèles, avec un creux à 9,21 millions, lors d'un épisode diffusé durant la semaine de Thanksgiving, propice à des baisses d'audiences. La première partie de la saison composée de 10 épisodes, diffusée de septembre à décembre, a rassemblé en moyenne 12,60 millions de fidèles, soit un retrait de 400 000 téléspectateurs, par rapport aux épisodes diffusés lors de l'hiver 2015.
Puis lors de son retour pour la deuxième partie, la série revient en hausse devant 12,46 millions de fidèles et 4,8 % sur les 18/49 ans. En moyenne la seconde saison a réuni 11,50 millions de téléspectateurs soit un retrait de 1,5 million de fidèles par rapport à la première saison.
| Saison | Nombre d'épisodes | Jour et heure de diffusion | Diffusion originale sur FOX | Diffusion originale sur FOX | Année     | Audience moyenne (en millions) | Audience moyenne (en millions) | Audience moyenne (en millions) |
| Saison | Nombre d'épisodes | Jour et heure de diffusion | Début de saison             | Fin de saison               | Année     | Première                       | Finale                         | Moyenne                        |
| ------ | ----------------- | -------------------------- | --------------------------- | --------------------------- | --------- | ------------------------------ | ------------------------------ | ------------------------------ |
| 1      | 12                | Mercredi 21 h              | 7 janvier 2015              | 18 mars 2015                | 2015      | 9.90                           | 17.62                          | 13.00                          |
| 2      | 18                | Mercredi 21 h              | 23 septembre 2015           | 18 mai 2016                 | 2015-2016 | 16.18                          | 10.88                          | 11.50                          |
| 3      | 18                | Mercredi 21 h              | 21 septembre 2016           | 24 mai 2017                 | 2016-2017 | 10.87                          | 6.94                           | 7.60                           |
| 4      | 18                | Mercredi 20 h              | 27 septembre 2017           | 23 mai 2018                 | 2017-2018 | 7.05                           | 5.30                           | 5.70                           |
| 5      | 18                | Mercredi 20 h              | 26 septembre 2018           | 23 mai 2019                 | 2018-2019 | 6.09                           | 4.09                           |                                |
| 6      | 20                | Mardi 21 h                 | 24 septembre 2019           | 21 avril 2020               | 2019-2020 | 3.31                           |                                |                                |

### France
Pour des raisons techniques, il est temporairement impossible d'afficher le graphique qui aurait dû être présenté ici.

### Accueil critique
Empire est plutôt bien reçue par la critique avec un score de 68/100 sur le site Metacritic et 84 % d'avis favorables sur le site Rotten Tomatoes

## Distinctions
Récompenses :
- BET Awards 2015 :
  - Meilleur acteur pour Terrence Howard
  - Meilleure actrice pour Taraji P. Henson
- Critics' Choice Television Awards 2015 : meilleure actrice dans une série dramatique pour Taraji P. Henson
- Teen Choice Awards 2015 : meilleure révélation série
- Television Critics Association Awards 2015 : série de l'année
- Golden Globes 2016 : Meilleure actrice dans une série dramatique pour Taraji P. Henson

Nominations :
2015 :
- 15e cérémonie des BET Awards : meilleur acteur pour Jussie Smollett
- 5e cérémonie des Critics' Choice Television Awards : meilleure série dramatique
- 67e cérémonie des Primetime Emmy Awards :
  - Meilleure actrice dans une série télévisée dramatique pour Taraji P. Henson
  - Meilleur costumes pour une mini-série, un téléfilm ou un programme spécial pour Eileen McCahill et Paolo Nieddu
- 17e cérémonie des Teen Choice Awards :
  - Meilleure série dramatique
  - Meilleur acteur dans une série dramatique pour Terrence Howard et Jussie Smollett
  - Meilleure actrice dans une série dramatique pour Taraji P. Henson
  - Meilleure révélation masculine de l'année pour Bryshere « Yazz » Gray et Jussie Smollett
  - Meilleure alchimie entre Taraji P. Henson, Trai Byers, Bryshere « Yazz » Gray, Jussie Smollett et Terrence Howard
  - Meilleur méchant pour Terrence Howard
  - Voleur de scène masculin pour Trai Byers

2016 :
- 73e cérémonie des Golden Globes : Meilleure série télévisée dramatique
- 68e cérémonie des Primetime Emmy Awards : Meilleure actrice dans une série télévisée dramatique pour Taraji P. Henson

2017 :
- 43e cérémonie des People's Choice Awards : Série dramatique préférée
- 19e cérémonie des Teen Choice Awards :
  - Meilleure série dramatique
  - Meilleur acteur dans une série dramatique pour Jussie Smollett

2018 :
- 20e cérémonie des Teen Choice Awards :
  - Meilleure série dramatique
  - Meilleur acteur dans une série dramatique pour Jussie Smollett

## Produits dérivés

### Bandes originales
Columbia Records sort au fur et à mesure de la diffusion de la série des albums regroupant certains titres entendus au cours des épisodes.
De plus, les chansons de chaque épisode sont disponibles en téléchargement légal après leur diffusion.
Le 10 mars 2015 est sorti le premier volume de la bande originale de la série intitulé Empire : Original soundtrack from season 1.
La liste des titres se compose de 11 morceaux. Une édition de luxe avec 7 titres supplémentaires est sortie simultanément à la version standard.
Le 20 novembre 2015 est sorti le premier volume de la bande originale de la deuxième saison de la série intitulée Empire: Original Soundtrack Season 2 Volume 1, composé de 11 morceaux, ainsi qu'une édition de luxe avec 8 titres supplémentaires est sortie simultanément à la version standard.
Le 28 avril 2017 est sorti la bande originale de la troisième saison intitulée Empire: Original Soundtrack, Season 3, composée de 15 morceaux.

### Sorties DVD
| Intitulé du coffret                 | Nombre d'épisodes | Dates de sortie     | Dates de sortie  | Nombre de disques | Société de distribution |
| Intitulé du coffret                 | Nombre d'épisodes | États-Unis (Zone 1) | France (Zone 2)  | Nombre de disques | Société de distribution |
| ----------------------------------- | ----------------- | ------------------- | ---------------- | ----------------- | ----------------------- |
| Empire - L’Intégrale de la saison 1 | 12                | 14 septembre 2015   | 12 décembre 2015 | 4                 | 20th Century Fox        |
| Empire - L’Intégrale de la saison 2 | 18                | 13 septembre 2016   | 2 novembre 2016  | 5                 | 20th Century Fox        |
| Empire - L’Intégrale de la saison 3 | 18                | 12 septembre 2017   | 8 décembre 2017  | 5                 | 20th Century Fox        |

### Ligne de vêtements
Fin novembre 2015, la Fox lance une ligne de vêtements inspiré des personnages de la série sur une boutique de merchandising en ligne.